# Francisco de Assis Gabriel dos Santos
Francisco de Assis Gabriel dos Santos CSsR (ur. 5 lutego 1968 w Esperança) – brazylijski duchowny katolicki, biskup Campo Maior w latach 2017-2025, biskup Cajazeiras od 2025.

## Życiorys
22 lipca 2000 otrzymał święcenia kapłańskie w zakonie redemptorystów. Był m.in. mistrzem zakonnego postulatu, rektorem domu formacyjnego, wikariuszem wiceprowincji oraz wikariuszem biskupim diecezji Garanhuns ds. życia konsekrowanego.
21 czerwca 2017 papież Franciszek mianował go biskupem diecezji Campo Maior. Sakry udzielił 26 sierpnia 2017 metropolita Maceió - arcybiskup Antônio Muniz Fernandes.
9 kwietnia 2025 ten sam papież przeniósł go na urząd biskupa diecezji Cajazeiras.